# Kandern
Kandern é uma cidade da Alemanha localizada no distrito de Lörrach, região administrativa de Freiburg, estado de Baden-Württemberg.

## Cidadãos notórios
- John Sutter (1803—1880), comerciante, aventureiro e colonizador